# Підводний національний парк Ла-Калета

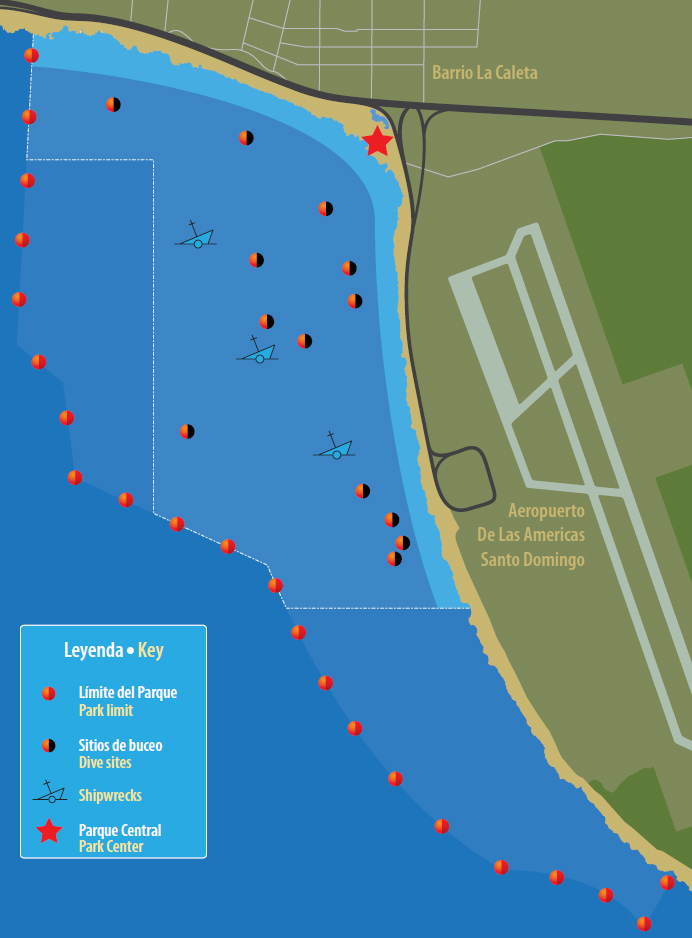
Карта Підводного національного парку Ла-Калета із зазначенням меж парку та місць розташування для дайвінгу.

Підводний національний парк Ла-Калета — національний парк, розташований приблизно за 20 кілометрів (12 миль) від Санто-Домінго, столиці Домініканської Республіки. Він прилягає до міжнародного аеропорту Лас-Америкас.
Створений указом № 249 від 25 вересня 1986 р. Підводний національний парк Ла-Калета є першим підводним парком у Домініканській Республіці та експертами вважається одним із п'яти найкращих місць для дайвінгу в Карибському морі.
Він має максимальну глибину 180 м. Багато коралових рифів можна знайти на глибинах 10 і 50 метрів. Це один із найбільш відвідуваних парків країни і приваблює дайверів як із Домініканської Республіки, так і з інших країн.
Він класифікується як екотуристичний парк, спрямований на оцінку існуючих природних ресурсів, заохочуючи учасників до збереження та поваги до природи.
Головною туристичною визначною пам'яткою є корабель «Гікорі», який був списаний у 1984 році Грейсоном Роучем із метою формування середовища існування для рифової риби та місця для дайвінгу. Усередині парку є етно-археологічний музей, у якому є велика колекція предметів, створених таїно.

## Історія
На момент приходу конкістадорів у 1492 р. Ла-Калета була великим індіанським поселенням. Поселення, відоме як Гердс-лед-Тото, включало Ла-Калета та околиці. За традицією в ньому мешкали корінні люди, які займалися рибальством і землеробством.
У 1972 році сім'ї, що проживали біля «маленького пляжу», були виселені, щоб розпочати розкопки та будівництво Археологічного музею Пантеон, а також національного парку.

## Музей-пантеон та археологічна пам'ятка
У 1972 р. колектив створив Науковий центр Ла-Калета, коли археологи виявили 373 скелети корінного доколумбового населення, що населяло острів Санто-Домінго.
Знахідка мала велике значення, оскільки рештки були пов'язані з трьома культурними компонентами, які населяли острів: остіоноїд, пізні таїно, пізній еленоїд. Кістки датуються 650, 750 та 840 роками нашої ери. Археологи виявили другий тумулус, утворений кістками дитини, що справляло враження, що дитина пов'язана. Можливо, ці смерті були наслідком епідемії.
Археологи Морбан Лауцер Фернандо, Луїс Шанлат Байк та Мануель Гарсія Аревало розкопували це місце протягом двох років під ауспіцією уряду Домініканської Республіки разом з участю дослідників із США та Пуерто-Рико.
Із моменту заснування Ла-Калета як дослідники, так і уряд розглядали можливість створення археологічного музею для туристів, студентів та дослідників, присвяченого розумінню та вивченню звичаїв поховання корінного населення. Зрештою, у 1974 р. Конституційний уряд президента доктора Хоакіна Балагера відкрив Центр Ла-Калета та Археологічний музей.

## Управління
Парк Ла-Калета, єдиний морський національний парк у Домініканській Республіці, існує як національна модель для управління прибережними морськими територіями на базі громад. На знак визнання його успіху уряд нещодавно нагородив спільне управління парком Ла-Калета Домініканській Республіці Риф-Чек (RCDR) та її місцевих партнерів. Це розширення прав і можливостей місцевих громад презентує нову модель для громадян Домініканської Республіки для сталого управління та отримання вигоди від своїх прибережних екосистем. Мета полягає в тому, щоб ця модель поширилася на мережу морських заповідних територій, якими керують громади, де місцеві пріоритети узгоджуються з цілями збереження.